# Монхайм-ам-Райн
Монхайм-ам-Райн (Монхайм-на-Рейне) [ˈmɔnhaɪ̯m] (нем. Monheim am Rhein) — город в Германии, в земле Северный Рейн-Вестфалия. Город средней величины, население составляет 46,1 тыс. человек (2022). Занимает площадь 23,1 км². Расположен на правом берегу Рейна между двумя мегаполисами Кёльном и Дюссельдорфом.
Подчинён административному округу Дюссельдорф. Входит в состав района Меттман.

## География

### Географическое положение
На севере Монхайм граничит с Дюссельдорфом, на востоке с Лангенфельдом, на западе, разделённом Рейном, с Дормагеном и Кёльном, а на юге с Леверкузеном.

### Природа
Городская территория на низкой плоской речной террасе Рейна и входит в природно-территориального комплекс Кёльнской низменности. Монхайм является самым низким (в геоморфологическом отношении) городом в районе Меттман. 

### Административное устройство и поселения
Монхейм разделён всего на два административных района: одноименный центр города и Баумберг — исторически более старый район на севере городской территории. В Монхайме также есть несколько отдельных поселений, таких как Бле — старое место на крайнем юге города, а также Цаунсвинкель,, Хенкельpидлунг (Henkelsiedlung), Музикантенфиртель (Musikantenviertel), Зандберг, Берлинский квартал государственной девелоперской компании и Австрийский квартал в Баумберге. Отдельным поселением хуторского типа является Хаус Бюргель, расположенный на границе с Дюссельдорфом.